# Терто
Тертулиа́но Севериа́но душ Сантуш (порт. Tertuliano Severiano dos Santos), более известный как Терто (порт. Terto; 29 декабря 1946, Ресифи — 9 апреля 2024, Сан-Паулу), — бразильский футболист, играл на позиции нападающего.

## Биография

### Игровая карьера
Начинал карьеру в клубе «Санта-Круз» из Ресифи, в котором отыграл два сезона. Терто стал одним из ключевых игроков команды, его игровые качества позволяли ему действовать как на позиции нападающего, так и в полузащите.
В 1967 году перешёл в «Сан-Паулу». В составе «трёхцветных» он играл в течение девяти сезонов и выиграл три чемпионата штата Сан-Паулу в 1970, 1971 и 1975 годах. Всего за «Сан-Паулу» Терто сыграл 499 матчей и забил 86 голов.
Покинув «Сан-Паулу» в 1977 году, Терто играл за «Ботафого» из Рибейран-Прету, «Ферровиарио», «Форталезу» и «Катандувензе».

### Смерть
Скончался 9 апреля 2024 года в Сан-Паулу в возрасте 77 лет.